# Lijst van gemeentelijke monumenten in Alphen aan den Rijn
De gemeente Alphen aan den Rijn heeft 94 gemeentelijke monumenten. Hieronder een overzicht. 

## Aarlanderveen
De plaats Aarlanderveen kent 8 gemeentelijke monumenten:
| Object                                            | Bouwjaar   | Architect   | Locatie           | Coördinaten                  | Nr.        | Afbeelding                           |
| ------------------------------------------------- | ---------- | ----------- | ----------------- | ---------------------------- | ---------- | ------------------------------------ |
| Woonhuis-winkel                                   | circa 1885 |             | Dorpsstraat 62-64 | 52° 8' 24" NB, 4° 43' 46" OL | 0484/WN001 | Woonhuis-winkel                      |
| Gemaal Neptunus                                   | 1871       |             | Machineweg 2      | 52° 8' 38" NB, 4° 42' 16" OL | 0484/WN002 | Meer afbeeldingen                    |
| Woonhuis                                          | circa 1905 |             | Noordeinde 6-6a   | 52° 9' 10" NB, 4° 43' 17" OL | 0484/WN003 | Woonhuis                             |
| Boerderij                                         | 1860       |             | Noordeinde 14     | 52° 9' 5" NB, 4° 43' 20" OL  | 0484/WN004 | Boerderij                            |
| Parochie H.H. Petrus en Pauluskerk                | 1897       |             | Noordeinde 24-26  | 52° 8' 56" NB, 4° 43' 24" OL | 0484/WN005 | Meer afbeeldingen                    |
| R.K. HH Petrus en Pauluskerk in Neo-Gotisch stijl | 1892-1897  | Jos Cuypers | Noordeinde 24     | 52° 8' 56" NB, 4° 43' 24" OL | 0484/WN006 | Meer afbeeldingen                    |
| Voormalig Station Aarlanderveen, thans woonhuis   | 1913       |             | Stationsweg 6     | 52° 8' 25" NB, 4° 43' 36" OL | 0484/WN007 | Meer afbeeldingen                    |
| Langhuisboerderijen Semper Gaudensis              | circa 1900 |             | Zuideinde 24      | 52° 8' 2" NB, 4° 44' 19" OL  | 0484/WN008 | Langhuisboerderijen Semper Gaudensis |

## Alphen aan den Rijn
De plaats Alphen aan den Rijn kent 41 gemeentelijke monumenten:
| Object                                              | Bouwjaar   | Architect                | Locatie                      | Coördinaten                  | Nr.        | Afbeelding                                          |
| --------------------------------------------------- | ---------- | ------------------------ | ---------------------------- | ---------------------------- | ---------- | --------------------------------------------------- |
| Metaheerhuisje, Reinigingshuisje                    | circa 1920 |                          | Aarkade 63                   | 52° 7' 51" NB, 4° 40' 4" OL  | 0484/WN009 | Meer afbeeldingen                                   |
| Noodslachthuis                                      | circa 1925 | J.D.J. Waardenburg ?     | Aarkade 90                   | 52° 7' 51" NB, 4° 40' 15" OL | 0484/WN010 | Meer afbeeldingen                                   |
| Vrijstaand woonhuis                                 | 1922       |                          | Burgemeester Visserpark 2    | 52° 7' 54" NB, 4° 39' 41" OL | 0484/WN011 | Vrijstaand woonhuis                                 |
| School (HBS)                                        | 1924       |                          | Burgemeester Visserpark 19   | 52° 7' 51" NB, 4° 39' 33" OL | 0484/WN012 | Meer afbeeldingen                                   |
| Park                                                | 1935-1940  |                          | Burgemeester Visserpark ong. | 52° 7' 53" NB, 4° 39' 32" OL | 0484/WN013 | Park                                                |
| Woonhuis                                            | 1906       |                          | Concordiastraat 2-14         | 52° 7' 35" NB, 4° 39' 50" OL | 0484/WN014 | Woonhuis                                            |
| Woonhuis                                            | 1895-1900  |                          | Gouwsluisseweg 44            | 52° 7' 10" NB, 4° 40' 13" OL | 0484/G13   | Woonhuis                                            |
| Nutsgebouw in Neorenaissance stijl                  | 1894       | H.J. Jesse               | Hooftstraat 2                | 52° 7' 51" NB, 4° 39' 50" OL | 0484/WN016 | Nutsgebouw in Neorenaissance stijl                  |
| Woonhuis-winkel                                     |            |                          | Hooftstraat 68-70            | 52° 7' 56" NB, 4° 39' 50" OL | 0484/WN017 | Woonhuis-winkel                                     |
| Woonhuis-winkel                                     | 1875-1900  |                          | Hooftstraat 121-123          | 52° 7' 60" NB, 4° 39' 49" OL | 0484/WN018 | Woonhuis-winkel                                     |
| Woonhuis                                            | 1906       |                          | Hooftstraat 125              | 52° 8' 0" NB, 4° 39' 49" OL  | 0484/WN019 | Woonhuis                                            |
| Woonhuis-winkel                                     | 1880-1890  |                          | Hooftstraat 253-255          | 52° 8' 12" NB, 4° 39' 49" OL | 0484/G7    | Woonhuis-winkel                                     |
| Vm overzetplaats                                    | 1902       |                          | Hoorn 152-154                | 52° 8' 30" NB, 4° 38' 49" OL | 0484/WN021 | Vm overzetplaats                                    |
| Scheepswerf Falcon                                  | 1964       |                          | Hoorn 298                    | 52° 8' 22" NB, 4° 38' 8" OL  | 0484/WN022 | Scheepswerf Falcon                                  |
| Groen van Prinstererschool                          | 1930-1935  |                          | Jan Nieuwenhuijzenstraat 26  | 52° 8' 15" NB, 4° 39' 33" OL | 0484/WN023 | Groen van Prinstererschool                          |
| Zonnebloemschool                                    | 1931       | W.B. Kroon en W. Brouwer | Jongkindt Coninckstraat 36   | 52° 7' 34" NB, 4° 39' 59" OL | 0484/WN024 | Zonnebloemschool                                    |
| Schoutenhuis                                        | circa 1890 |                          | Julianastraat 2-4            | 52° 7' 38" NB, 4° 39' 43" OL | 0484/G9    | Meer afbeeldingen                                   |
| Adventskerk, bouwstijl beïnvloed door Berlage       | 1921       | W.Ch. Kuijper            | Julianastraat 69             | 52° 7' 43" NB, 4° 39' 41" OL | 0484/WN026 | Meer afbeeldingen                                   |
| Langhuisboerderijen Rijnbogt                        | circa 1860 |                          | Kortsteekterweg 46           | 52° 7' 5" NB, 4° 41' 26" OL  | 0484/WN027 | Upload foto                                         |
| Pastorie                                            | 1861       | P.A. Korevaar            | Oudshoornseweg 78            | 52° 8' 29" NB, 4° 39' 41" OL | 0484/WN028 | Meer afbeeldingen                                   |
| Woonhuis                                            | circa 1890 |                          | Oudshoornseweg 108           | 52° 8' 33" NB, 4° 39' 24" OL | 0484/WN029 | Meer afbeeldingen                                   |
| Buitenplaats                                        | 1850       |                          | Oudshoornseweg 110a          | 52° 8' 34" NB, 4° 39' 22" OL | 0484/WN030 | Buitenplaats                                        |
| Woonhuis                                            | 1934       |                          | Oudshoornseweg 110           | 52° 8' 33" NB, 4° 39' 22" OL | 0484/WN031 | Meer afbeeldingen                                   |
| Woonhuis                                            | 1880-1890  |                          | Oudshoornseweg 112           | 52° 8' 34" NB, 4° 39' 20" OL | 0484/WN032 | Meer afbeeldingen                                   |
| Woonhuis                                            | 1935       |                          | Oudshoornseweg 114           | 52° 8' 34" NB, 4° 39' 19" OL | 0484/WN033 | Meer afbeeldingen                                   |
| Vrijstaand woonhuis                                 | 1910       |                          | Oudshoornseweg 170           | 52° 8' 35" NB, 4° 39' 2" OL  | 0484/G1    | Vrijstaand woonhuis                                 |
| Voormalige begraafplaats                            |            |                          | Oudshoornseweg ong.          | 52° 8' 31" NB, 4° 39' 33" OL | 0484/WN035 | Meer afbeeldingen                                   |
| beeld-kapel st Pancratius                           | 1925       | M. van Ooijen            | Paradijslaan 8               | 52° 7' 40" NB, 4° 39' 37" OL | 0484/WN036 | Meer afbeeldingen                                   |
| St. Bonifaciuschool                                 | 1925       | A. Rozestraten           | Paradijslaan 9-10            | 52° 7' 41" NB, 4° 39' 37" OL | 0484/WN037 | St. Bonifaciuschool                                 |
| Overzetplaats-woning                                |            |                          | Prins Hendrikstraat bij 128  | 52° 7' 29" NB, 4° 39' 46" OL | 0484/WN038 | Overzetplaats-woning                                |
| Woonhuis in Chaletstijl stijl                       | 1905-1910  | C. Zaal                  | Raadhuisstraat 24            | 52° 7' 21" NB, 4° 39' 57" OL | 0484/WN039 | Woonhuis in Chaletstijl stijl                       |
| Voormalig raadhuis van Aarlanderveen                | 1886       | W. Langhout              | Raadhuisstraat 100           | 52° 7' 35" NB, 4° 39' 49" OL | 0484/WN040 | Voormalig raadhuis van Aarlanderveen                |
| Experimentele boerderij met ellipsvormig stalgebouw | 1939-'40   | A. Trappenburg           | Ridderbuurt 19               | 52° 9' 20" NB, 4° 40' 20" OL | 0484/WN041 | Experimentele boerderij met ellipsvormig stalgebouw |
| Woonhuis                                            | 1912       |                          | Ridderbuurt 65               | 52° 9' 13" NB, 4° 40' 60" OL | 0484/WN042 | Woonhuis                                            |
| Boerderij                                           | 1928       |                          | Rietveldsepad 5              | 52° 6' 27" NB, 4° 39' 11" OL | 0484/WN043 | Boerderij                                           |
| Woonhuis                                            | 1927       |                          | 's Molenaarsweg 27-29-31     | 52° 8' 34" NB, 4° 38' 48" OL | 0484/WN044 | Meer afbeeldingen                                   |
| Herenhuis                                           | 1907       |                          | Stationsstraat 5             | 52° 7' 31" NB, 4° 39' 41" OL | 0484/WN045 | Herenhuis                                           |
| Vrijstaand woonhuis Sonnehoeck                      | 1920       | W.B. Kroon               | Wilhelminalaan 7             | 52° 7' 54" NB, 4° 39' 43" OL | 0484/WN046 | Meer afbeeldingen                                   |
| Vrijstaand woonhuis Uilennest                       | 1916       | Gerard Jan Benckhuijsen  | Wilhelminalaan 24            | 52° 7' 54" NB, 4° 39' 44" OL | 0484/WN049 | Meer afbeeldingen                                   |
| Kantongerecht                                       | 1880-'81   | J.F. Metzelaar           | Wilhelminalaan 26            | 52° 7' 55" NB, 4° 39' 45" OL | 0484/WN047 | Meer afbeeldingen                                   |
| Woonhuis                                            | circa 1900 |                          | Wilhelminalaan 67-75         | 52° 8' 3" NB, 4° 39' 42" OL  | 0484/WN048 | Meer afbeeldingen                                   |

## Benthuizen
De plaats Benthuizen kent 2 gemeentelijke monumenten:
| Object   | Bouwjaar   | Architect      | Locatie                   | Coördinaten                  | Nr.        | Afbeelding        |
| -------- | ---------- | -------------- | ------------------------- | ---------------------------- | ---------- | ----------------- |
| Woonhuis | circa 1905 |                | Dorpsstraat 22            | 52° 4' 37" NB, 4° 32' 22" OL | 0484/WN051 | Woonhuis          |
| Raadhuis | 1955       | R.H. Fledderus | Secretaris Runsinkbrink 1 | 52° 4' 37" NB, 4° 32' 18" OL | 0484/WN052 | Meer afbeeldingen |

## Boskoop
De plaats Boskoop kent 8 gemeentelijke monumenten:
| Object                                         | Bouwjaar                | Architect        | Locatie                      | Coördinaten                  | Nr.        | Afbeelding                                     |
| ---------------------------------------------- | ----------------------- | ---------------- | ---------------------------- | ---------------------------- | ---------- | ---------------------------------------------- |
| Remonstrantse Kerk                             | 1932                    | Klaas van Nes    | Burgemeester Colijnstraat 24 | 52° 4' 31" NB, 4° 39' 33" OL | 0484/WN053 | Meer afbeeldingen                              |
| Kerktoren                                      | 1896                    |                  | Kerkplein 1                  | 52° 4' 28" NB, 4° 39' 33" OL | 0484/WN097 | Meer afbeeldingen                              |
| Woonhuis                                       | 1912                    |                  | Laag Boskoop 10              | 52° 4' 54" NB, 4° 39' 33" OL | 0484/WN055 | Woonhuis                                       |
| Woonhuis-bedrijf fa. Joh. van der Kooy & Zonen | 1912                    |                  | Laag Boskoop 14              | 52° 4' 54" NB, 4° 39' 32" OL | 0484/WN056 | Woonhuis-bedrijf fa. Joh. van der Kooy & Zonen |
| Station                                        | 1934                    | H.G.J. Schelling | Parklaan 2-2a                | 52° 4' 36" NB, 4° 38' 49" OL | 0484/WN057 | Meer afbeeldingen                              |
| Woonhuis met invloeden van art-nouveaustijl    | 1909                    |                  | Reijerskoop 32               | 52° 4' 28" NB, 4° 39' 55" OL | 0484/WN058 | Woonhuis met invloeden van art-nouveaustijl    |
| Boomkwekerijmuseum                             | circa 1856 / circa 1905 |                  | Reijerskoop (52), 54, 56     | 52° 4' 27" NB, 4° 40' 10" OL | 0484/WN059 | Meer afbeeldingen                              |
| Begraafplaats in Eclectisch stijl              | circa 1885              |                  | Reijerskoop ong.             | 52° 4' 26" NB, 4° 40' 1" OL  | 0484/WN060 | Begraafplaats in Eclectisch stijl              |

## Hazerswoude-Dorp
De plaats Hazerswoude-Dorp kent 11 gemeentelijke monumenten:
| Object | Bouwjaar        | Architect                                                            | Locatie                                    | Coördinaten                  | Nr.        | Afbeelding |
| --- | --------------- | -------------------------------------------------------------------- | ------------------------------------------ | ---------------------------- | ---------- | --- |
| Boerderij Louize-Maria Hoeve                                                                                      | 1902            |                                                                      | Bent 2                                     | 52° 6' 14" NB, 4° 33' 20" OL | 0484/WN061 | Boerderij Louize-Maria Hoeve                                                                                      |
| Woonhuis | 1935            |                                                                      | Burgemeester Warnaarkade 2                 | 52° 5' 54" NB, 4° 35' 30" OL | 0484/WN062 | Woonhuis |
| Bruggen |                 |                                                                      | Burgemeester Warnaarkade / Noordvaart ong. | 52° 5' 54" NB, 4° 35' 52" OL | 0484/WN063 | Bruggen |
| Raadhuis | 1926 circa 1935 | H. Goldberg en J. Dekker                                             | Dorpsstraat 57-59                          | 52° 5' 47" NB, 4° 35' 44" OL | 0484/WN064 | Meer afbeeldingen                                                                                                 |
| Woonhuis-winkel                                                                                                   | 1880-1890       |                                                                      | Dorpsstraat 79                             | 52° 5' 48" NB, 4° 35' 38" OL | 0484/WN065 | Woonhuis-winkel                                                                                                   |
| Woonhuis "de oude Nor" voormalig politiebureau met wachtlokaal / lang en kortverblijf cellen / veldwachterswoning | circa 1930      | Delftse school J. Dekker en van der Sterre / o.t.v. Grandpré Molière | Gemeneweg 8                                | 52° 5' 51" NB, 4° 35' 27" OL | 0484/WN066 | Woonhuis "de oude Nor" voormalig politiebureau met wachtlokaal / lang en kortverblijf cellen / veldwachterswoning |
| Boerderij | circa 1850      |                                                                      | Loeteweg 38                                | 52° 5' 21" NB, 4° 38' 34" OL | 0484/WN067 | Boerderij |
| Dorphuis de Juffrouw, voormalige R.K. lagere St.-Michaëlschool                                                    | 1921            | J.H. Tonnaer en C. Tonnaer                                           | Pieter de Hooghstraat 3                    | 52° 5' 46" NB, 4° 34' 57" OL | 0484/WN068 | Dorphuis de Juffrouw, voormalige R.K. lagere St.-Michaëlschool                                                    |
| Kwekerswoning | 1927            |                                                                      | Roemer 1b                                  | 52° 5' 7" NB, 4° 37' 51" OL  | 0484/WN069 | Upload foto |
| Landhuis |                 |                                                                      | Roemer 1b                                  | 52° 5' 7" NB, 4° 37' 52" OL  | 0484/WN070 | Landhuis |
| Boerderij Hofstede Bethlehem                                                                                      | circa 1860      |                                                                      | Zuiddijk 9                                 | 52° 5' 39" NB, 4° 35' 60" OL | 0484/WN071 | Boerderij Hofstede Bethlehem                                                                                      |

## Hazerswoude-Rijndijk
De plaats Hazerswoude-Rijndijk kent 8 gemeentelijke monumenten:
| Object                                      | Bouwjaar   | Architect              | Locatie           | Coördinaten                  | Nr.        | Afbeelding        |
| ------------------------------------------- | ---------- | ---------------------- | ----------------- | ---------------------------- | ---------- | ----------------- |
| R.K. St.-Bernarduskerk, alias Scheepjeskerk | 1854-'55   | Gerardus van Vogelpoel | Rijndijk 106-108  | 52° 7' 53" NB, 4° 33' 35" OL | 0484/WN078 | Meer afbeeldingen |
| Boerderij                                   | circa 1840 |                        | Rijndijk 111-111a | 52° 7' 53" NB, 4° 33' 35" OL | 0484/WN079 | Meer afbeeldingen |
| Woonhuis                                    |            |                        | Rijndijk 131      | 52° 7' 42" NB, 4° 35' 5" OL  | 0484/WN072 | Woonhuis          |
| Onderwijzerswoning                          | circa 1900 |                        | Rijndijk 137      | 52° 7' 43" NB, 4° 35' 8" OL  | 0484/WN073 | Upload foto       |
| Woonhuis                                    | 1870       |                        | Rijndijk 249      | 52° 7' 44" NB, 4° 36' 42" OL | 0484/WN074 | Upload foto       |
| Woonhuis                                    | 1936       |                        | Rijndijk 255      | 52° 7' 44" NB, 4° 36' 49" OL | 0484/WN075 | Upload foto       |
| Woonhuis Huize Poelzicht                    | 1890       |                        | Rijndijk 300      | 52° 7' 54" NB, 4° 35' 39" OL | 0484/WN076 | Upload foto       |
| Buitenplaats Hooge Boomen                   | circa 1850 |                        | Rijndijk 336      | 52° 7' 52" NB, 4° 35' 52" OL | 0484/WN077 | Upload foto       |

## Koudekerk aan den Rijn
De plaats Koudekerk aan den Rijn kent 7 gemeentelijke monumenten:
| Object                           | Bouwjaar   | Architect | Locatie         | Coördinaten                  | Nr.        | Afbeelding                       |
| -------------------------------- | ---------- | --------- | --------------- | ---------------------------- | ---------- | -------------------------------- |
| Woonhuis                         | 1934       |           | Dorpsstraat 26  | 52° 7' 49" NB, 4° 35' 15" OL | 0484/WN080 | Woonhuis                         |
| Woonhuis                         | circa 1900 |           | Dorpsstraat 36  | 52° 7' 51" NB, 4° 35' 19" OL | 0484/WN081 | Woonhuis                         |
| Pastorie in Neoclassicisme-stijl | 1870       |           | Dorpsstraat 48  | 52° 7' 54" NB, 4° 35' 27" OL | 0484/WN082 | Pastorie in Neoclassicisme-stijl |
| Boerderij Kindervreugd           | 1850-1900  |           | Dorpsstraat 63  | 52° 7' 59" NB, 4° 35' 32" OL | 0484/WN083 | Boerderij Kindervreugd           |
| Buitenplaats                     | 1940       |           | Dorpsstraat 68a | 52° 7' 56" NB, 4° 35' 32" OL | 0484/WN084 | Upload foto                      |
| Villa Weltevreden                | 1880-1890  |           | Hoogewaard 188  | 52° 7' 54" NB, 4° 37' 6" OL  | 0484/WN085 | Upload foto                      |
| Boerderij Poelgeest              | 1850-1875  |           | Lagewaard 1     | 52° 7' 57" NB, 4° 35' 43" OL | 0484/WN086 | Meer afbeeldingen                |

## Zwammerdam
De plaats Zwammerdam kent 10 gemeentelijke monumenten:
| Object                                                | Bouwjaar   | Architect      | Locatie                   | Coördinaten                  | Nr.        | Afbeelding                                            |
| ----------------------------------------------------- | ---------- | -------------- | ------------------------- | ---------------------------- | ---------- | ----------------------------------------------------- |
| Buitenhuis-koetshuis                                  | 1900-1905  |                | Akerboomseweg 15-17       | 52° 6' 9" NB, 4° 43' 57" OL  | 0484/WN087 | Upload foto                                           |
| Woonhuis                                              | 1907       |                | Lindenhovestraat 10       | 52° 6' 30" NB, 4° 43' 33" OL | 0484/WN088 | Woonhuis                                              |
| Woonhuis-winkel                                       | 1920       |                | Lindenhovestraat 27-29-31 | 52° 6' 26" NB, 4° 43' 46" OL | 0484/WN089 | Woonhuis-winkel                                       |
| Remonstrantse kerk                                    | 1675       |                | Molenstraat 10            | 52° 6' 21" NB, 4° 43' 46" OL | 0484/WN090 | Remonstrantse kerk                                    |
| Kerk Witthenlust met invloeden van Eclecticisme stijl | 1892       | Roelof Kuipers | Molenstraat 62            | 52° 6' 14" NB, 4° 43' 55" OL | 0484/WN091 | Kerk Witthenlust met invloeden van Eclecticisme stijl |
| Voormalig gemeentehuis, thans gezondheidscentrum      | 1906       |                | Plein 1                   | 52° 6' 21" NB, 4° 43' 42" OL | 0484/WN092 | Voormalig gemeentehuis, thans gezondheidscentrum      |
| Dokterswoning                                         | 1906       |                | Plein 2                   | 52° 6' 21" NB, 4° 43' 42" OL | 0484/WN093 | Dokterswoning                                         |
| Woonhuis-winkel                                       | 1906       |                | Plein 3                   | 52° 6' 21" NB, 4° 43' 42" OL | 0484/WN094 | Woonhuis-winkel                                       |
| Begraafplaats                                         | 1938       |                | Spoorlaan 14              | 52° 6' 14" NB, 4° 43' 13" OL | 0484/WN095 | Begraafplaats                                         |
| Hotel                                                 | circa 1905 |                | Swadenburgerdam 1-1a      | 52° 6' 21" NB, 4° 43' 41" OL | 0484/WN096 | Hotel                                                 |